# Грудохоботні
Грудохоботні (Sternorrhyncha) — підряд напівтвердокрилих комах. На сьогодні відомо близько 17000 видів. Це, як правило, дрібні комахи, довжина тіла яких зазвичай становить 0,5-6 мм; найбільший представник групи, Aspidoproxus maximus, може досягати 38 мм. Найхарактерніша ознака представників ряду — сильно зміщений назад хобіток, розташований на грудях. Антени нитеподібні або вервицеподібні, складаються з 1-10 або більше члеників. Лапки зазвичай двочленні, задні ноги іноді стрибальні. Крил, як правило, 2 пари, рідко — одна пара (самці Coccoidea), часто зустрічаються безкрилі форми. Жилкування крил незначне, подовжнє. Для багатьох представників ряду характерний восковий наліт на поверхні тіла, що виділяється спеціальними шкірними залозами. Більшість видів харчуються соками рослин, у тому числі й культурних, чим заподіюють значну шкоду сільському господарству.